# 国有企业

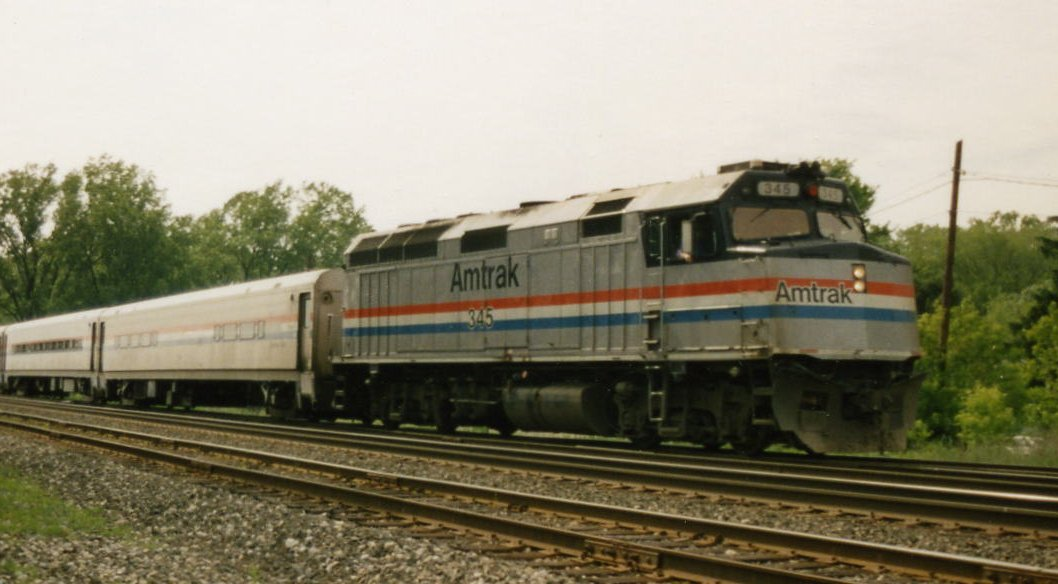
美鐵（Amtrak）。很多事業國有化的原因都是投資龐大難以獲利，卻又必須存在才能帶動其他產業，同時讓私人掌控也有危險性。國有資本的引入，舉凡製造與服務業中，交通與資源產業尤甚。

國有企業、國營企業、公營事業、公營企業、公共企業，是指由政府投資或參與控制的企業。如以「公營」稱之，則通常不僅指一個國家的中央政府或聯邦政府投資或參與控制的企業，也涵蓋地方政府投资参与控制的企業。国有企业作为一种生产经营组织，形式同时具有营利法人和公益法人的特点。其营利性体现为追求国有资产的保值和增值。其公益性体现为国有企业的设立通常是为了实现国家调节经济的目标，起着调和国民经济各个方面发展的作用。
国有企业具有一定的行政性，称为政企合一，反之称为政企分开。如在中國大陸，由于历史原因，其国有企业的分类相当复杂。国际惯例中，国有资产投资或持股超过50%的企业即为国有企业；而中國大陸及台灣的国有企业，一般指单纯的国有资产投资的企业。当然法律对国家参股的企业也有所规范。

## 世界各地概況

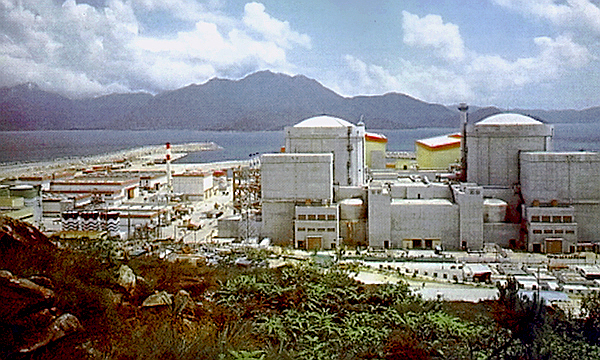
大亚湾核电站。電力事業因為牽涉國安和投資巨大，在許多國家都是國企居主導。在聯邦制國家中也會讓地方政府入股。

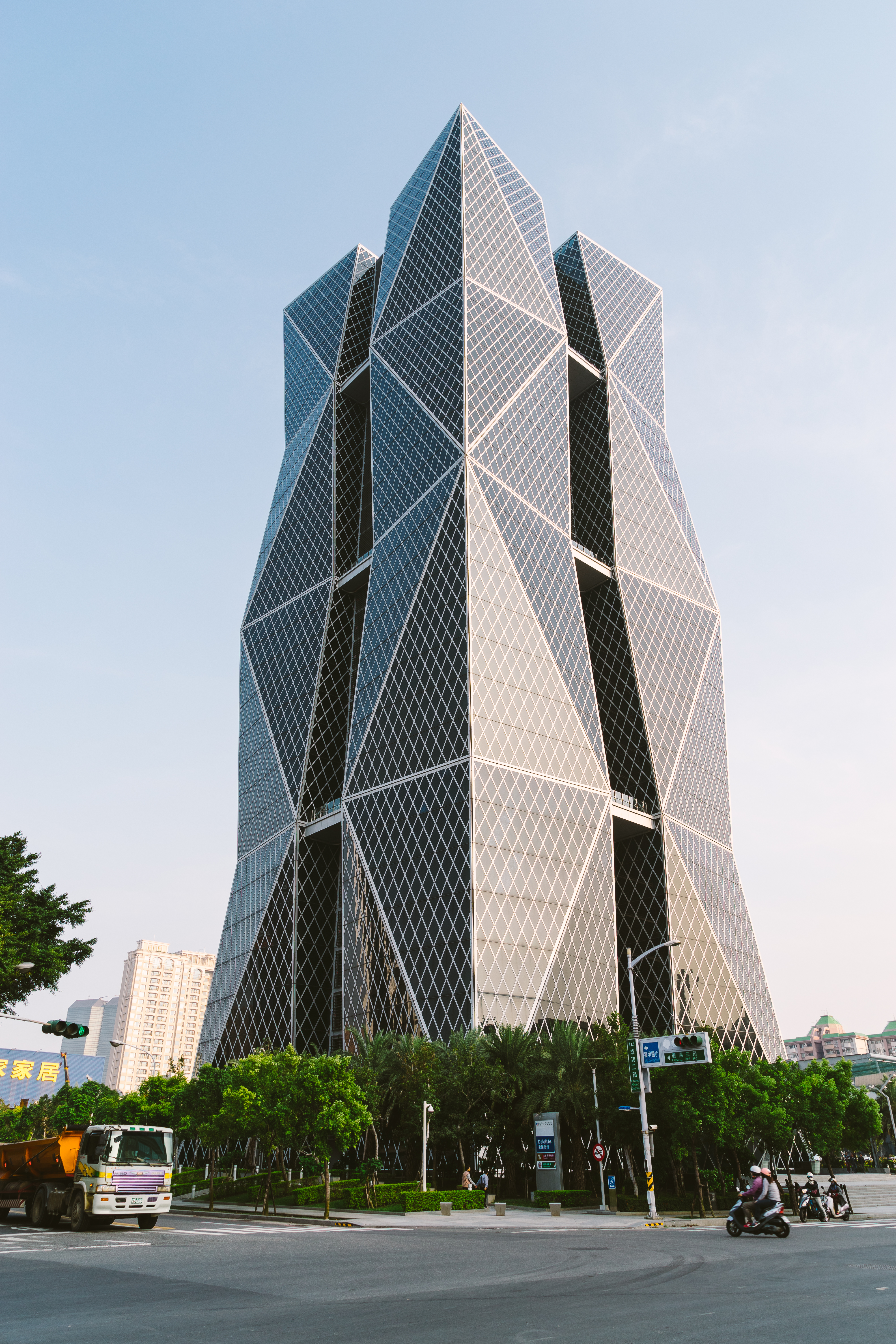
台灣中國鋼鐵公司總部，鋼鐵業的軍事特性和投資巨大，在許多國家由國企經營。

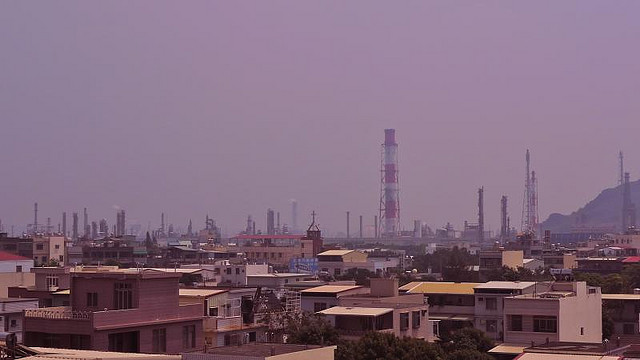
高雄市一帶的國營煉油廠

### 中华人民共和国

#### 中國內地
中国国有企业（简称国企），包括国有独资及全资企业、国有资本绝对控股企业、国有资本相对控股并具有实际控制力的企业，由中国国务院（中央企业）和地方人民政府（地方企业）分别代表国家履行出资人职责，在中国国民经济中起到中流砥柱作用。
在改革開放前，國有企業也是政府的組成部分，政府日常干預國有企業的運作。1984年，十二屆三中全會通過的《中共中央關於經濟體制改革的決定》提出國企“所有權和經營權可以適當分開”，由企業自負盈虧，減少政府對國企的干預。1993年，十四屆三中全會通過的《關於建立社會主義市場經濟體制若干問題的決定》提出政企分开是國企改革的方向。此後政府试图将其在国有企业中的影响力简化为出资人，由国务院国有资产监督管理委员会及地方各级国有资产监督管理机构负责监督资产和回报。
根据《中国共产党国有企业基层组织工作条例（试行）》，国有企业党委（党组）发挥领导作用，实行“双向进入、交叉任职”领导体制，党组织研究讨论是董事会、经理层决策重大问题的前置程序，重大经营管理事项必须经党委（党组）研究讨论后，再由董事会或者经理层作出决定。
中華人民共和國的事业单位，则是因国家和社会需要而成立的非营利性事业法人，诸如公立的学校、医院等，一般受上级政府部门直接监管，包括人事任命、规章制度等都可以由政府机构决定。

#### 香港
在香港，由政府擁有的公司稱為「公營機構」（public organisations），其成員不屬公務員。
香港政府在主權移交後，不斷將各類公用事業機構及公營機構轉為私營機構。
2000年，地鐵公司（現稱港鐵公司）上市，但政府保留絕大部份股份，仍屬國有企業。
2005年，經營香港公共屋邨商場及停車場的領匯（現稱領展）上市。

### 中華民國
在中華民國，公營事業是指依照《國營事業管理法》或《審計法》第47條之規定而設置的法人機構：
1. 政府獨資經營者。
2. 政府與人民合資經營，政府資本超過百分之五十者。
3. 由前二種公有營業及事業機關轉投資於其他事業，其轉投資之資本額超過該事業資本百分之五十者。

國營事業為《審計法》中所指的「公有營業機關」，而同法規中所稱的「公有事業機關」，則是指政府成立並擁有的非營利機構。

於2019年11月5日，《會計法》第4條已將「公有事業機關」及「公有營業機關」合併修正為「公營事業機關」。

### 美国
- 美国邮政署

### 东德
1945年至1960年代初，东德的私有企业被大规模国有化，对先前的私有企业进行了强制的社会主义改造，并以人民企业（VEB）、农业生产合作社（LPG）、贸易组织（HO）和手工业生产合作社（PGH）等集体生产单位替代。

## 國營事業民營化

### 中華民國
中華民國政府的國營事業民營化是透過部份股票上市轉型而成。
由公股代表擔任負責人的民營事業:
中華民國財政部派任者
- 中國輸出入銀行
- 第一金融控股股份有限公司
- 臺灣金融控股股份有限公司
- 兆豐金融控股股份有限公司
- 華南金融控股股份有限公司
- 彰化商業銀行股份有限公司
- 合作金庫金融控股股份有限公司
- 臺灣中小企業銀行股份有限公司
- 臺灣菸酒股份有限公司

中華民國交通部派任者
- 中華郵政
- 臺灣港務股份有限公司
- 高雄港區土地開發公司
- 臺灣鐵路股份有限公司
- 中華航空股份有限公司
- 中華電信股份有限公司
- 陽明海運股份有限公司
- 桃園航勤股份有限公司
- 臺灣航業股份有限公司
- 桃園國際機場股份有限公司
- 臺灣高速鐵路股份有限公司

中華民國經濟部派任者
- 臺灣中油股份有限公司
- 臺灣電力股份有限公司
- 臺灣糖業股份有限公司
- 中國鋼鐵股份有限公司
- 臺鹽實業股份有限公司
- 臺灣自來水股份有限公司
- 唐榮鐵工廠股份有限公司
- 漢翔航空工業股份有限公司
- 臺灣國際造船股份有限公司

中華民國農業部派任者
- 台灣肥料股份有限公司
- 全國農業金庫股份有限公司

### 中华人民共和国
目前最普遍發展狀況是企業用子公司名義將核心資產上市接受市場監管。而非核心資產或業務則由母公司控股而母公司則不上市。
例如中國航空集團公司則由以下成員企業組成：
- 中國國際航空股份有限公司
- 中國航空（集團）有限公司
- 中翼航空投資有限公司
- 中航集團建設開發有限公司
- 中國航空集團財務有限責任公司
- 民航快遞有限責任公司
- 中國航空傳媒有限責任公司

而當中只有中國國際航空股份有限公司是上市公司。

### 英国
- 皇家郵政

### 日本
- 日本國有鐵道：分割民營化為JR集團，部份公司股票上市民營化
- 日本郵政公社：改制為控股公司日本郵政，將業務分割為多家公司，部份公司股票上市民營化
- 日本道路公團：負責營運管理高速公路，已分割為NEXCO東日本、NEXCO中日本及NEXCO西日本等公司
- 日本電信電話公社（電電公社）：改制為日本電信電話株式會社（NTT）之後，固網業務分割為NTT東日本、NTT西日本，行動通訊業務由NTT Docomo承繼
- 日本專賣公社：改制為日本煙草產業（JT），並釋股民營化

### 阿联酋
- 阿提哈德航空，由阿布扎比政府根據皇室法令而成立，現為一間國營已上市的航空公司。

## 世界各地公營事業

### 大韓民國
- 韓國鐵道公社、韓國鐵道設施公團
- 韓國觀光公社
- 韓國電力公社
- 韓國投資公社
- 韓國道路公社
- 韓國放送公社
- 韓國教育放送公社
- 韓國放送廣告振興公社

### 马来西亚
- 一马发展公司（1MDB）
- 国库控股（Khazanah Nasional）
- 马来西亚国家石油（Petronas）
- 马来西亚航空（Malaysia Airlines）
- 亚通集团（Axiata Group）
- 马来西亚电讯公司（Telekom Malaysia Berhad）
- 马来亚铁道公司（KTM）
- Astro集团（Astro）
- 马来西亚广播电视（Radio Television Malaysia）
- 首要媒体集团（Media Prima）
- 马来西亚国家能源（Tenaga Nasional）
- 马来西亚机场控股（Malaysia Airports BHD）
- 马来西亚邮政（Pos Malaysia）
- 南北大道公司（PLUS Expressways）
- 联昌国际银行（CIMB Bank Group）
- 马来亚银行（Maybank）

### 印度
- 印度石油公司
- 印度食品公司（Food Corporation of India）
- 印度棉花公司（Cotton Corporation of India）
- 印度黃麻公司（Jute Corporation of India）
- 印度國家電力公司（NTPC Limited）
- 印度核能電力公司（Nuclear Power Corporation of India）
- 印度國營鋼鐵公司（Steel Authority of India）
- 印度石油天然氣公司（Oil and Natural Gas Corporation）

### 菲律賓
- 菲律賓文化中心（Cultural Center of the Philippines）
- 菲律賓土地銀行（Land Bank of the Philippines）
- 菲律賓國家鐵路（Philippine National Railways）
- 菲律賓郵政（Philippine Postal Corporation）

### 美国
- 田纳西州河流管理局
- 美国邮政局
- 美国铁路公司

### 法國
- 法國郵政總局
- 巴黎大眾運輸公司
- 法國國家鐵路公司

### 加拿大
以下仅表列部分的國有企業：
- 加拿大郵政
- 加拿大人號
- 加拿大廣播公司
- 加拿大商業發展銀行（Business Development Bank of Canada，BDC）
- 加拿大存款保險公司（Canada Deposit Insurance Corporation，CDIC）
- 加拿大文明博物館
- 加拿大旅遊委員會（Canadian Tourism Commission）
- 加拿大國際發展研究中心（International Development Research Centre，IDRC）
- 加拿大國立美術館

### 新西兰
- 紐西蘭郵政（New Zealand Post）
- 紐西蘭鐵路公司（New Zealand Railways Corporation）

### 
- 澳洲廣播公司
- SBS（Special Broadcasting Service）
- 澳洲國家寬頻網路公司（NBN Co）

### 香港
- 香港鐵路有限公司